# Tepisari
Tepisari is een bestuurslaag in het regentschap Sukoharjo van de provincie Midden-Java, Indonesië. Tepisari telt 2236 inwoners (volkstelling 2010).